# Netcat

netcat是個计算机网络公用程式，用來對網路連線TCP或者UDP進行讀寫。
netcat 在2001年insecure.org對nmap用戶郵件列表舉辦的投票被推選為第二有用的網路保全工具。2003年投票結果是第四名；2006年的投票繼續穩佔同樣第四名寶座。

## 範例
透过端口3333（-l 监听状态listen）从机器foo复制到机器bar复制档案：
```
  
user@bar$
 
nc
 
-l
 
-p
 
3333
 
>
 
backup.iso

  
user@foo$
 
nc
 
bar
 
3333
 
<
 
backup.iso

```

在端口25建立內容未加工过的连接（类似telnet）：
```
  
nc
 
mail.server.net
 
25

```

利用零模式I/O（参数 -z）检查192.168.0.1的UDP端口（参数 -u）80-90是否开启：
```
  
nc
 
-vzu
 
192
.168.0.1
 
80
-90

```

## 變體
netcat原始版本是一個類Unix程式。原作者叫做*Hobbit*。
socat是netcat較複雜的姊妹程式。它比起netcat功能更多。
Cryptcat（页面存档备份，存于）是netcat一個內建加密傳輸能力的版本。
Ncat是由Nmap開發團隊實做的另一個netcat版本。

## 外部連結
- OpenBSD版nc(1) 的 man page
- GNU netcat（页面存档备份，存于）
- Download 視窗版的 Netcat（页面存档备份，存于） -- Md5sum=37f2383aa4e825e7005c74099f8bb2c3
- Socat（页面存档备份，存于）
- Windows CE 版的 Netcat (PocketPC, Windows Mobile)
- Guida a Netcat